# Список умерших в 1344 году

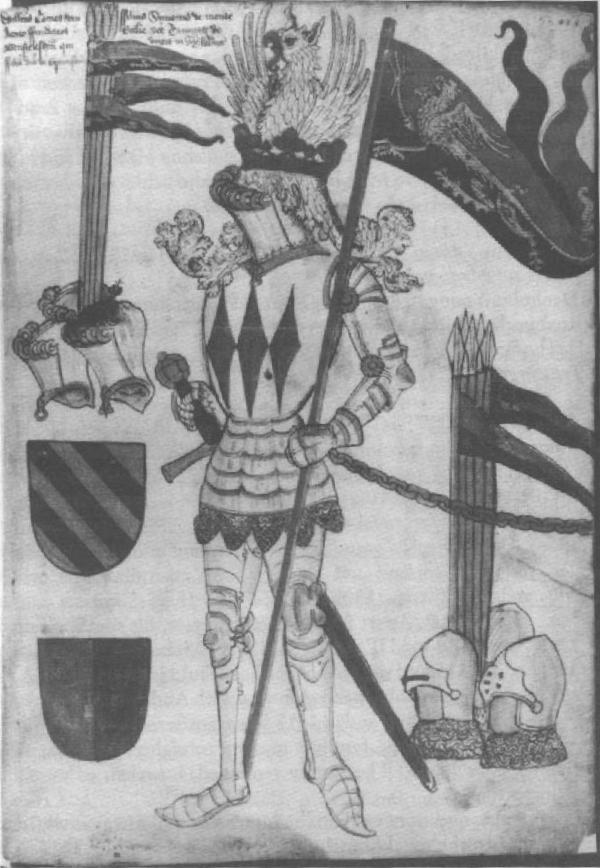
Уильям Монтегю, 1-й граф Солсбери

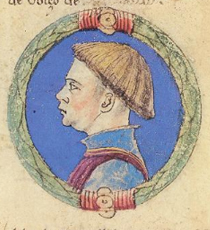
Николо I д’Эсте

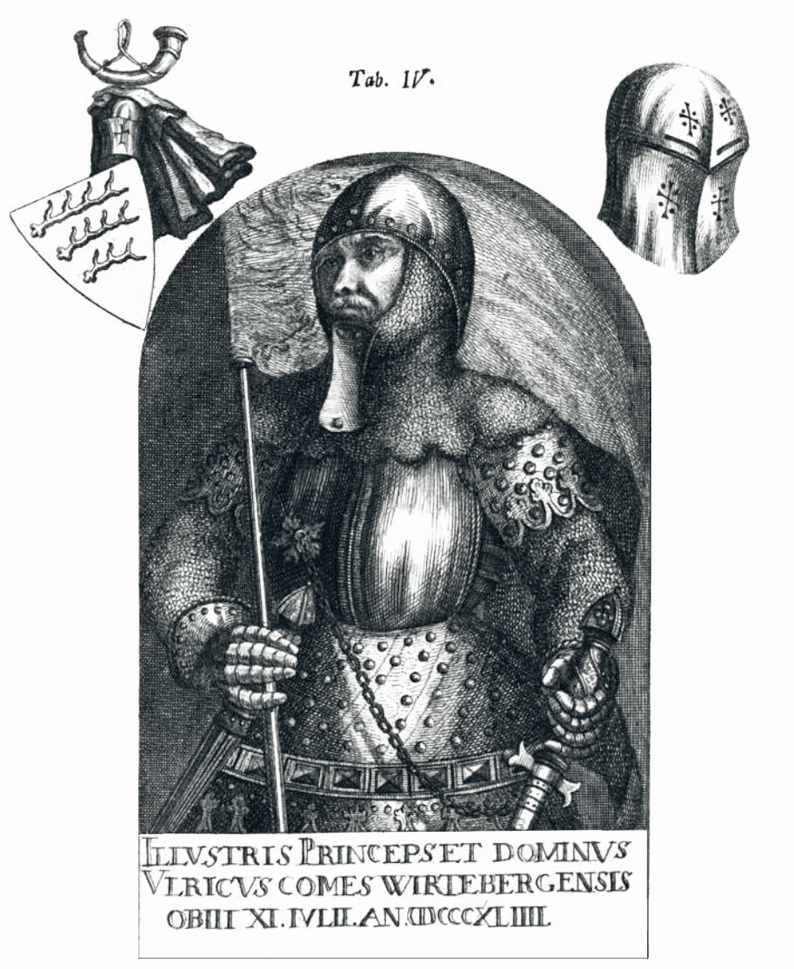
Ульрих III

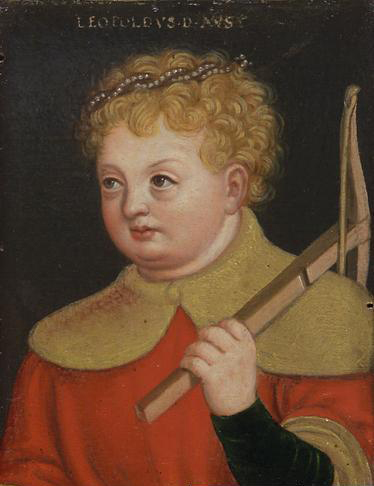
Леопольд II Габсбург

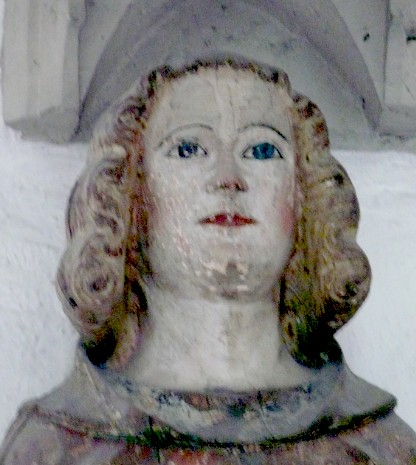
Отто Брауншвейг-Люнебургский)

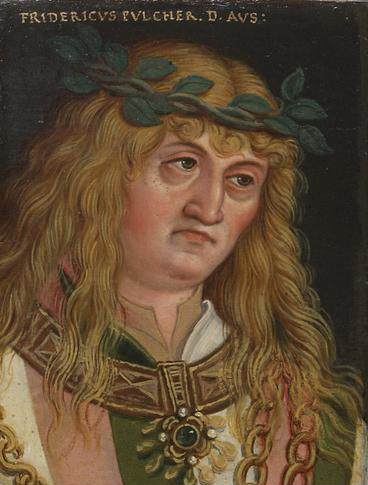
Фридрих II Габсбург

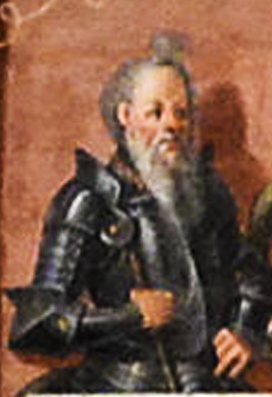
Оттон I

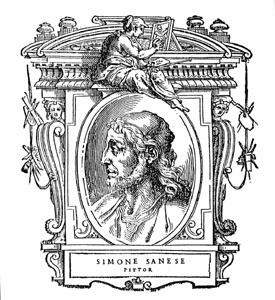
Симоне Мартини

В этой статье представлен список известных людей, умерших в 1344 году.
См. также: Категория:Умершие в 1344 году

## Январь
- 4 января —  Роберт де Лайл (55) — 1-й барон Лайл (1295—1344).
- 11 января — Томас Чарльтон[англ.] — лорд-хранитель Малой печати (1316—1320), лорд-казначей (1328—1329), епископ Херефорда (1327—1344)
- 19 января — Рауль I де Бриенн — граф д'Э (1302—1344), граф де Гин (1322—1344), коннетабль Франции (1329—1344); убит на турнире
- 30 января:
  - Уильям Монтегю — барон Монтегю (1319—1344), граф Солсбери (1337—1344), король Мэна (1333—1344); умер от ран, полученных на рыцарском турнире;
  - Чхунхе (28) — ван корейского государства Корё (1330—1332 и 1339—1344).

## Февраль
- 10 февраля — Генрих V Шенк фон Райхенек[нем.] —епископ Айхштетта (1329—1344)

## Март
- 13 марта — Жан ле Бланги[фр.] — епископ Осера (1338—1344)
- 30 марта — Гильом д’Оксонн[фр.] — епископ Камбре (1336—1342), епископ Отёна (1342—1344).
- Иоанн, трапезундский высший сановник, евнух, занимавший пост великого дуки флота.

## Апрель
- 17 апреля — Костандин III — король Киликийской Армении (1342—1344) из династии Лузиньянов; убит
- 20 апреля — Леви бен Гершом — средневековый еврейский учёный-универсал: философ, математик, астроном, комментатор Писания и знаток Талмуда

## Май
- 1 мая — Николо I д’Эсте[итал.] — сын Альдобрандино II д’Эсте, маркиз Феррары (1317—1344), кондотьер
- 5 мая — Иоганн Кларе[нем.] — епископ Самланда (1320—1344)
- 20 мая — Роберт де Клиффорд (38) — барон де Клиффорд, барон Уэстморленд, барон Скиптон (1337—1344).

## Июнь
- 19 июня — Констанция Сицилийская — дочь короля Сицилии Федериго II, королева-консорт Кипра (1317—1324), жена короля Генриха II де Лузиньян; королева-консорт Киликийской Армении (1331—1341), жена короля Левона V
- 22 июня — Паулин Венетский — епископ Поццуоли (1324—1344).
- 29 июня — Жанна Савойская — дочь графа Савойского Эдуарда I Либерала, герцогиня-консорт Бретонская (1329—1341), жена герцога Жана III Доброго, претендентка на графство Савойское (с 1329).

## Июль
- 10 июля — Абу Хайян аль-Гарнати (87) — исламский богослов, арабский грамматик.
- 11 июля — Ульрих III — граф Вюртемберга (1325—1344); погиб
- 16 июля — Ан-Насир Шихаб ад-Дин Ахмад — мамлюкский султан из династии Бахритов (1342): убит.
- 25 июля:
  - Васко Мартенс[англ.] — епископ Порту (1327—1342), епископ Лиссабона (1342—1344);
  - Николай Фрауэнфельдский — епископ Констанца (1334—1344).
- Андроник Палеолог[англ.] — византийский аристркрат и полководец, активный участник гражданской войны в Византии (1341—1347)

## Август
- 10 августа —
  - Леопольд II Габсбург[англ.] — номинальный герцог Австрии (1339—1344)
  - Симон I[нем.] — сеньор Липпе (1273—1344)
- 12 августа — Бурхард Грелле[нем.] — архиепископ Бремена (1327—1344)
- 13 августа — Жан II д’Aрси[англ.] — епископ Манда (1330—1331), епископ Отёна (1331—1342), епископ Лангра (1342—1344)
- 30 августа — Отто (52) — герцог Брауншвейг-Люнебурга (1318—1344).

## Сентябрь
- 5 сентября — Жан Гаск[фр.] — епископ Марселя (1335—1344)

## Октябрь
- 31 октября — Джакопо де Атти[итал.] — епископ Брешии (1335—1344)

## Ноябрь
- 3 ноября — Адольф II де Ла Марк (56) — князь-епископ Льежа (1313—1344),
- 26 ноября —  Матье III де Три — маршал Франции (с 1320 года)

## Декабрь
- 2 декабря — Конрад II фон Зальмансвайлер[нем.] — епископ Гурка (1337—1344)
- 24 декабря — Генрих IV — граф Бара (1336—1344)
- 30 декабря или 31 декабря — Оттон I — герцог Померании Щецин (1295—1344)
- Фридрих II Габсбург — номинальный герцог Австрии (1339—1344)

## Дата неизвестна или требует уточнения
- Альбрехт IV — герцог Саксен-Лауэнбурга (1338—1344).
- Амдэ-Цыйон I — император Эфиопии из Соломоновой династии (1314—1344).
- Антонио II дель Карретто, барон Калатабьяно, Сикулиана и Ракалмуто, основатель Сицилийской ветви династии Дель Карретто.
- Вальтер Бурлей — английский философ и логик.
- Ваджих ад-Дин Масуд — лидер сербедаров в Себзеваре (1338/9—1344).
- Генрих III, граф Шверина.
- Евна Полоцкая, третья жена великого князя литовского Гедимина.
- Жан де Шатильон-Сен-Поль — граф де Сен-Поль (1317—1344)
- Иван Нелипич[англ.] — князь Книна.
- Симоне Мартини, итальянский живописец периода проторенессанса сиенской школы.
- Мешко Бытомский — князь Севежа (1312—1328)
- Никколо да Каррара[итал.] — синьор Санто-Черварезе-Кроче, Сан-Мартино-ди-Венецце, кондотьер, представитель семьи Каррарези.
- Фернандо Рамирес де Агреда[исп.] — епископ Порту (1312—1322), епископ Хаэна (1322—1335), епископ Бадахоса (1334—1344).
- Гальвано Фиамма — итальянский хронист.
- Джованни да Черменате — итальянский историк.
- Ярослав Александрович — князь пронский (1340—1342), Великий князь рязанский (1342—1344)